# Kwaaihoek

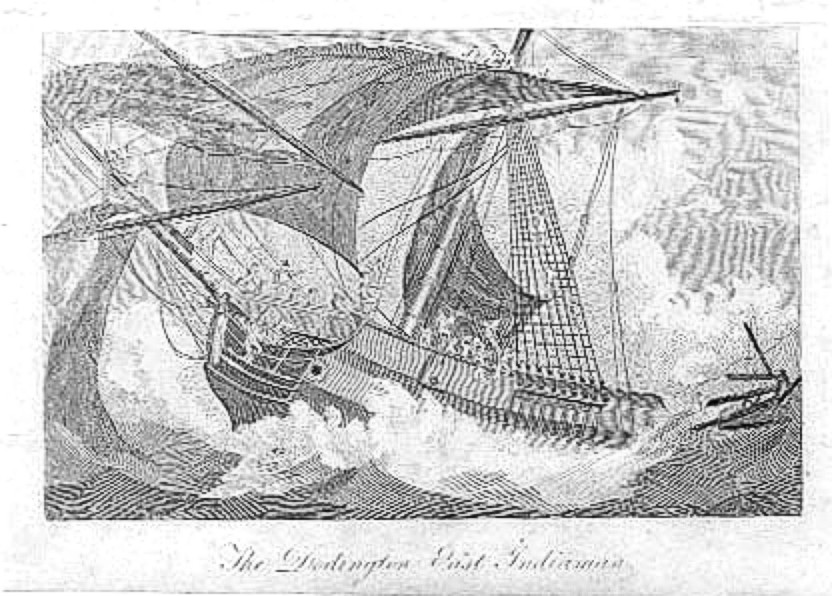
Grabado del "Dodington", un barco inglés de las Indias Orientales que se hundió frente a la costa de Sudáfrica el 17 de julio de 1755.

Kwaaihoek es un promontorio rocoso en la costa de la Bahía de Algoa, cerca de la desembocadura del río Bushman; en la provincia Cabo Oriental, de Sudáfrica. Es aquí donde el navegante portugués Bartolomé Díaz levantó el Padrão de São Gregório, el primer padrão de su famoso viaje, el 12 de marzo de 1488.
El lugar, también fue visitado con fines históricos por Robert Jacob Gordon el 13 de febrero de 1786, pues restos de la cruz dejada por este fueron descubiertos en 1938 por el profesor E. Axelson y transferidos a la Universidad de Witwatersrand en Johannesburgo.